# Copa Brasil de Voleibol Masculino de 2023
A Copa Brasil de Voleibol Masculino de 2023 foi a 11.ª edição desta competição organizada pela Confederação Brasileira de Voleibol (CBV) através da Unidade de Competições Nacionais que ocorreu de 25 de janeiro a 5 de março e contou com a participação de 8 equipes.
A equipe mineira do Sada Cruzeiro venceu a equipe paulista do Farma Conde/São José por 3 sets a 0 e conquistou o heptacampeonato.

## Regulamento
Classificaram-se para a disputa da Copa Brasil de 2023 as 8 melhores equipes do primeiro turno da fase classificatória da Superliga Série A de 2022–23. O torneio foi disputado em sistema eliminatório, em jogos únicos, dividido em três fases: quartas de final, semifinais e final.
Nas quartas de final, os confrontos foram baseados na posição de cada equipe na tabela da Superliga Série A de 2022–23, conforme a seguir: 1.º x 8.º, 2.º x 7.º, 3.º x 6.º e 4.º x 5.º, com o mando de quadra da equipe de melhor campanha. As equipes vencedoras desta fase avançaram para as semifinais e posteriormente as finais, definidas em partida única, com sede na Arena Jaraguá, em Jaraguá do Sul, Santa Catarina.

## Equipes participantes
| Equipe                  | Cidade              | Arena                           | Capacidade | Qualificação |
| ----------------------- | ------------------- | ------------------------------- | ---------- | ------------ |
| Sada Cruzeiro           | Contagem            | Ginásio Poliesportivo do Riacho | 2 000      | 1.º          |
| Vôlei Renata/Campinas   | Campinas            | Ginásio do Taquaral             | 2 600      | 2.º          |
| Itambé/Minas            | Belo Horizonte      | Arena Minas Tênis Clube         | 3 650      | 3.º          |
| SESI-SP                 | São Paulo           | Ginásio do Sesi                 | 800        | 4.º          |
| Suzano Vôlei            | Suzano              | Arena Suzano                    | 4 000      | 5.º          |
| Vedacit Vôlei Guarulhos | Guarulhos           | Ginásio Ponte Grande            | 3 000      | 6.º          |
| Farma Conde/São José    | São José dos Campos | Farma Conde Arena               | 5 000      | 7.º          |
| Araguari Vôlei          | Araguari            | General Mário Brum Negreiros    | 2 200      | 8.º          |

## Resultados
|  | Quartas de final               | Quartas de final            |                             |   | Semifinais | Semifinais |  |  | Final | Final |
|  |                                |                             |                             |   |            |            |  |  |       |       |
|  | 25 de janeiro – Contagem       |                             |                             |   |            |            |  |  |       |       |
|  |                                |                             |                             |   |            |            |  |  |       |       |
|  | Sada Cruzeiro                  | 3                           |                             |   |            |            |  |  |       |       |
|  | Sada Cruzeiro                  | 3                           | 4 de março – Jaraguá do Sul |   |            |            |  |  |       |       |
|  | Araguari Vôlei                 | 0                           |                             |   |            |            |  |  |       |       |
|  | Araguari Vôlei                 | 0                           | Sada Cruzeiro               | 3 |            |            |  |  |       |       |
|  | 25 de janeiro – São Paulo      |                             | Sada Cruzeiro               | 3 |            |            |  |  |       |       |
|  |                                | Suzano Vôlei                | 2                           |   |            |            |  |  |       |       |
|  | SESI-SP                        | Suzano Vôlei                | 2                           | 1 |            |            |  |  |       |       |
|  | SESI-SP                        |                             | 5 de março – Jaraguá do Sul | 1 |            |            |  |  |       |       |
|  | Suzano Vôlei                   | 3                           |                             |   |            |            |  |  |       |       |
|  | Suzano Vôlei                   | 3                           | Sada Cruzeiro               | 3 |            |            |  |  |       |       |
|  | 26 de janeiro – Campinas       |                             | Sada Cruzeiro               | 3 |            |            |  |  |       |       |
|  |                                | Farma Conde/São José        | 0                           |   |            |            |  |  |       |       |
|  | Vôlei Renata/Campinas          | Farma Conde/São José        | 0                           | 2 |            |            |  |  |       |       |
|  | Vôlei Renata/Campinas          | 4 de março – Jaraguá do Sul |                             | 2 |            |            |  |  |       |       |
|  | Farma Conde/São José           | 3                           |                             |   |            |            |  |  |       |       |
|  | Farma Conde/São José           | 3                           | Farma Conde/São José        | 3 |            |            |  |  |       |       |
|  | 25 de janeiro – Belo Horizonte |                             | Farma Conde/São José        | 3 |            |            |  |  |       |       |
|  |                                | Itambé/Minas                | 1                           |   |            |            |  |  |       |       |
|  | Itambé/Minas                   | Itambé/Minas                | 1                           | 3 |            |            |  |  |       |       |
|  | Itambé/Minas                   |                             |                             | 3 |            |            |  |  |       |       |
|  | Vedacit Vôlei Guarulhos        | 1                           |                             |   |            |            |  |  |       |       |
|  | Vedacit Vôlei Guarulhos        | 1                           |                             |   |            |            |  |  |       |       |

- Todas as partidas no horário de Brasília.

### Quartas de final
| Data   | Hora  |                       | Placar |                         | Set 1 | Set 2 | Set 3 | Set 4 | Set 5 | Total   | Relatório |
| ------ | ----- | --------------------- | ------ | ----------------------- | ----- | ----- | ----- | ----- | ----- | ------- | --------- |
| 25 jan | 16:30 | Itambé/Minas          | 3–1    | Vedacit Vôlei Guarulhos | 23–25 | 25–19 | 25–20 | 25–21 |       | 98–85   | Relatório |
| 25 jan | 19:00 | Sada Cruzeiro         | 3–0    | Araguari Vôlei          | 27–25 | 25–13 | 25–21 |       |       | 77–59   | Relatório |
| 25 jan | 21:30 | SESI-SP               | 1–3    | Suzano Vôlei            | 20–25 | 21–25 | 25–21 | 23–25 |       | 89–96   | Relatório |
| 26 jan | 19:00 | Vôlei Renata/Campinas | 2–3    | Farma Conde/São José    | 25–23 | 19–25 | 25–21 | 18–25 | 13–15 | 100–109 | Relatório |

### Semifinais
| Data  | Hora  |                      | Placar |              | Set 1 | Set 2 | Set 3 | Set 4 | Set 5 | Total   | Relatório |
| ----- | ----- | -------------------- | ------ | ------------ | ----- | ----- | ----- | ----- | ----- | ------- | --------- |
| 4 mar | 19:00 | Sada Cruzeiro        | 3–2    | Suzano Vôlei | 19–25 | 25–22 | 28–30 | 25–23 | 15–7  | 112–107 | Relatório |
| 4 mar | 21:00 | Farma Conde/São José | 3–1    | Itambé/Minas | 25–18 | 20–25 | 29–27 | 25–19 |       | 99–89   | Relatório |

### Final
| Data  | Hora  |               | Placar |                      | Set 1 | Set 2 | Set 3 | Set 4 | Set 5 | Total | Relatório |
| ----- | ----- | ------------- | ------ | -------------------- | ----- | ----- | ----- | ----- | ----- | ----- | --------- |
| 5 mar | 21:30 | Sada Cruzeiro | 3–0    | Farma Conde/São José | 25–18 | 25–21 | 25–23 |       |       | 75–62 | Relatório |

## Classificação final
| Posição | Equipe                  |
| ------- | ----------------------- |
|         | Sada Cruzeiro           |
|         | Farma Conde/São José    |
|         | Suzano Vôlei            |
| 4.º     | Itambé/Minas            |
| 5.º     | Vôlei Renata/Campinas   |
| 6.º     | SESI-SP                 |
| 7.º     | Vedacit Vôlei Guarulhos |
| 8.º     | Araguari Vôlei          |

| Copa Brasil de Voleibol de 2023    |
| Minas Gerais                       |
| ---------------------------------- |
| Sada Cruzeiro Campeão (7.º título) |